# Picoa lefebvrei
Picoa lefebvrei är en svampart som först beskrevs av Narcisse Theophile Patouillard, och fick sitt nu gällande namn av René Charles Maire 1906. Picoa lefebvrei ingår i släktet Picoa, ordningen skålsvampar, klassen Pezizomycetes, divisionen sporsäcksvampar och riket svampar.   Inga underarter finns listade i Catalogue of Life.